# El Hamel
El Hamel (în arabă الھامل) este o comună din provincia M'Sila, Algeria.
Populația comunei este de 11.018 locuitori (2008).